# Phytomyptera aristalis
Phytomyptera aristalis är en tvåvingeart som först beskrevs av Townsend 1915.  Phytomyptera aristalis ingår i släktet Phytomyptera och familjen parasitflugor.
Artens utbredningsområde är New Mexico. Inga underarter finns listade i Catalogue of Life.